# Lomographa variegata
Lomographa variegata là một loài bướm đêm trong họ Geometridae.